# اجاگوناهالی
اجاگوناهالی (به انگلیسی: Ajjagonahalli) یک منطقهٔ مسکونی در هند است که در کارناتاکا واقع شده‌است.